# Aston Martin AMR24
El Aston Martin AMR24 fue un monoplaza de Fórmula 1 construido por Aston Martin para competir en el Campeonato Mundial de Fórmula 1 de 2024. El monoplaza fue conducido por Fernando Alonso y Lance Stroll.
Este monoplaza no logró ningún podio a lo largo de la temporada, a diferencia de su antecesor. El equipo se encontró con diferentes problemas al momento de aplicarle actualizaciones, por lo cual la mayor competitividad se dio al inicio de la temporada, principalmente de la mano de Alonso. El quinto puesto del español en Arabia Saudita fue el mejor resultado del monoplaza.

## Resultados

### Fórmula 1
(Clave) (negrita indica pole position) (cursiva indica vuelta rápida)

| Año     | Motor                        | Neu. | N.º | Pilotos         | 1   | 2   | 3   | 4   | 5   | 6   | 7   | 8   | 9   | 10  | 11  | 12  | 13  | 14  | 15  | 16  | 17  | 18  | 19  | 20  | 21  | 22  | 23  | 24  | Puntos | Pos. |
| ------- | ---------------------------- | ---- | --- | --------------- | --- | --- | --- | --- | --- | --- | --- | --- | --- | --- | --- | --- | --- | --- | --- | --- | --- | --- | --- | --- | --- | --- | --- | --- | ------ | ---- |
| 2024    | Mercedes-AMG F1 M15 V6 Turbo | P    |     |                 | BHR | ARA | AUS | JPN | CHN | MIA | EMI | MON | CAN | ESP | AUT | GBR | HUN | BEL | NED | ITA | AZE | SIN | USA | MEX | SÃO | LVG | QAT | ABU | 94     | 5.º  |
| 2024    | Mercedes-AMG F1 M15 V6 Turbo | P    | 14  | Fernando Alonso | 9   | 5   | 8   | 6   | 7   | 9   | 19  | 11  | 6   | 12  | 18  | 8   | 11  | 8   | 10  | 11  | 6   | 8   | 13  | Ret | 14  | 11  | 7   | 9   | 94     | 5.º  |
| 2024    | Mercedes-AMG F1 M15 V6 Turbo | P    | 18  | Lance Stroll    | 10  | Ret | 6   | 12  | 15  | 17  | 9   | 14  | 7   | 14  | 13  | 7   | 10  | 11  | 13  | 19  | 19† | 14  | 15  | 11  | DNS | 15  | Ret | 14  | 94     | 5.º  |
| Fuente: |                              |      |     |                 |     |     |     |     |     |     |     |     |     |     |     |     |     |     |     |     |     |     |     |     |     |     |     |     |        |      |